# Cybaeus amicus
Cybaeus amicus är en spindelart som beskrevs av Chamberlin och Ivie 1932. Cybaeus amicus ingår i släktet Cybaeus och familjen vattenspindlar. Inga underarter finns listade i Catalogue of Life.